# Ray Parslow
Raymond „Ray“ Howard Parslow (* 20. April 1924 in Uxbridge, Middlesex, Vereinigtes Königreich; † September 1997 in Surrey) war ein britischer Kameramann.

## Leben und Wirken
Parslow stieß 1941 zum Film und begann als Kameraassistent von Technicolor-Farbausbildungsfilmen für die britische Armee. 1942 wurde Parslow eingezogen und diente bis Kriegsende 1945 als Navigator bei der Royal Air Force. 1945 kehrte er zu Technicolor zurück. In der Folgezeit entwickelte sich Parslow zum Spezialisten für Farbaufnahmen sowohl beim Dokumentar- als auch beim Kinospielfilm. In den frühen 1950er Jahren arbeitete er in Italien mit Luchino Visconti zusammen und war zur selben Zeit als Kameraassistent an Lustspielklassikern wie Die feurige Isabella und Ladykillers beteiligt.
Im Laufe der 1960er Jahre stand Ray Parslow als einfacher Kameramann bei so ambitionierter bzw. teurer wie durchgehend hochkarätig besetzter Kinounterhaltung à la Raubzug der Wikinger, Dschingis Khan, Khartoum und Blow Up hinter der Kamera. 1967 gab er bei dem kostengünstig hergestellten und wenig beachteten Drama Some May Live mit den Hollywood-Importen Joseph Cotten und Martha Hyer in den Hauptrollen seinen Einstand als Chefkameramann. Seit seiner Arbeit an dem Horrorfilm Totentanz der Vampire war Parslow regelmäßig in dieser Position tätig. Sein Output in dieser Funktion ist jedoch weder beeindruckend noch sonderlich umfangreich. Ray Parslow hat auch als Werbefilm-Kameramann gearbeitet.

## Filmografie
nur als Chefkameramann:
- 1967: Some May Live
- 1970: Totentanz der Vampire (The House That Dripped Blood)
- 1971: The Strange Vengeance of Rosalie
- 1972: England Made Me
- 1972: Geen paniek
- 1974: Das Schreckenshaus des Dr. Death (Madhouse)
- 1976: Under the Doctor
- 1978: The World is Full of Married Men
- 1981: Dick Turin (Fernsehserie)
- 1983: Widows (TV-Mehrteiler)
- 1991: Red Fox (TV-Mehrteiler)